# Демітас

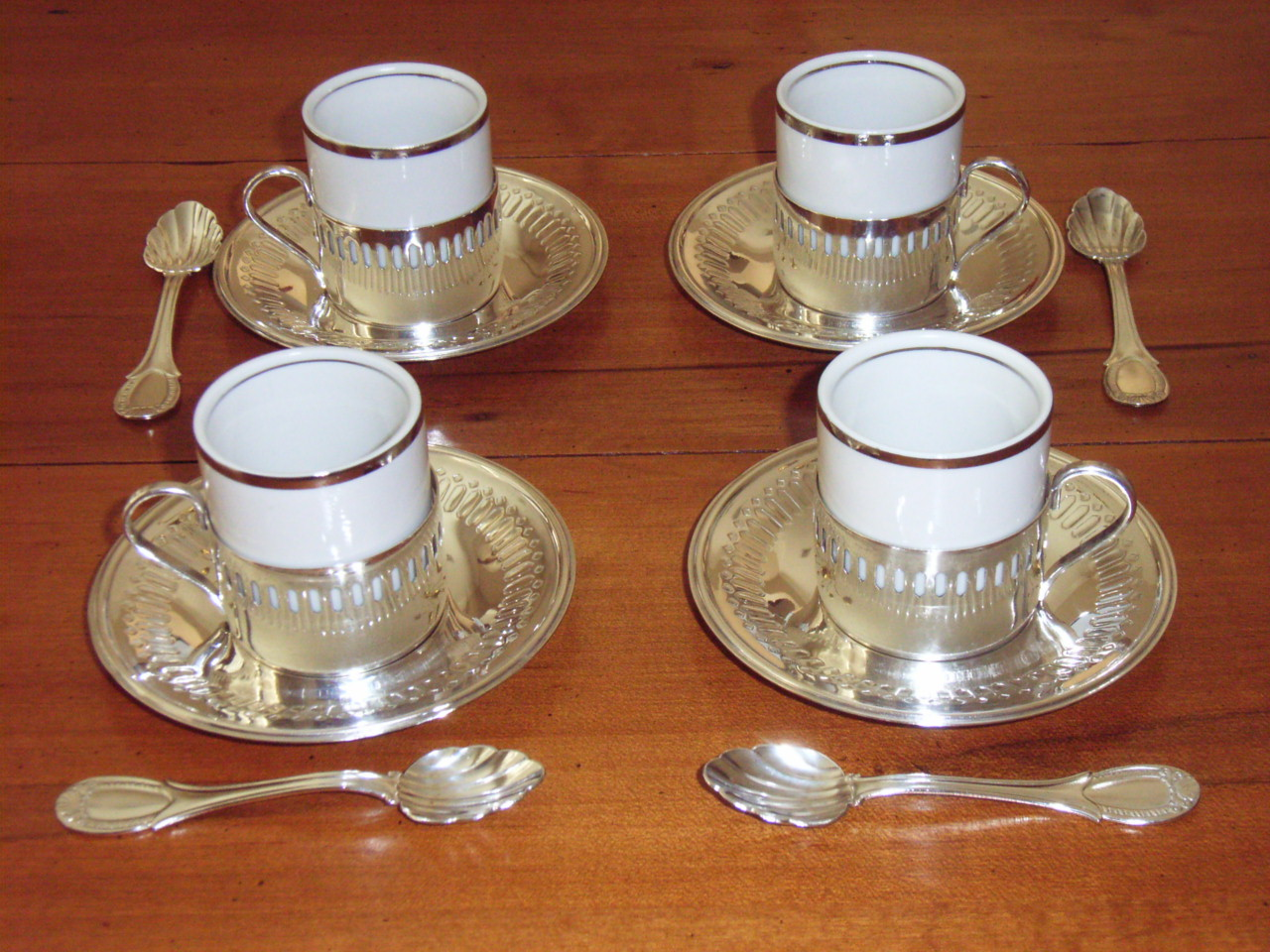
Набір демітас в металевій оправі та кавових ложок

Демітас, або дмітас, або демітасе (від фр. demi-tasse — половина чашки), — невелика чашка, призначена для подачі кави по-турецьки, еспресо або ристретто; еталон об'єму при приготуванні кави по-турецьки.
Такі чашки часто подаються маленькими кавовими ложками та блюдцями. Перед подачею готового напою чашка зазвичай прогрівається.

## Опис
Демітас є чашкою з товстими стінками об'ємом 60-90 мілілітрів, що становить близько половини обсягу традиційної кавової чашки. У більшості випадків форма чашки схожа на перевернутий усічений конус, всередині ж вона має яйцеподібну форму. Наявність товстих стінок і зменшення діаметра дна чашки дозволяє довше зберегти температуру напою.
Як правило, чашки цього типу виготовляються з порцеляни. Однак для їх виробництва може також використовуватися скло, кераміка або нержавіюча сталь.
Другий тип демітаса - виконані зі скла чашки в металевій оправі.
Існує окремий вид демітаса для подачі капучино, що володіє великим об'ємом - близько 150 мілілітрів.

## Колекціонування
Демітаси можуть служити об'єктом колекціонування. Найбільша колекція цих чашок, що налічує 650 екземплярів і потрапила в Книгу рекордів Гіннесса, знаходиться в австралійському Іпсвічі. Колекція була зібрана мером Іпсвіча Полем Пісасале (англ. Paul Pisasale) і з 1993 року розташовується в Іпсвічській міській раді.